# Хакимов, Камрон Маруфович
Камрон Маруфович Хакимов (13 февраля 1942, Ташкент — 10 декабря 2011, Сиэтл) — советский, российский переводчик, литературный критик, литературовед, член Союза писателей СССР (с 1964 года), Союза писателей России, Союза писателей Москвы, Центрально-азиатского ПЕН-центра, Ассоциации писателей стран Азии и Африки.

## Биография
Камрон Хакимов родился в творческой семье и был самым старшим сыном из пяти детей. После окончания средней школы в Ташкенте уехал в Москву, где поступил в Литературный институт им. А. М. Горького. В 22 года был принят в члены Союза писателей СССР. В 1965 году, после окончания института, был приглашён на работу главным консультантом по узбекской литературе в правлении Союза писателей СССР (СП СССР). С 1977 года — консультант Советского комитета по связям с писателями Азии и Африки Иностранной комиссии СП СССР, заместитель председателя Советского комитета по связям с писателями Азии и Африки, первый заместитель председателя Иностранной комиссии СП СССР.
В 1991 году Хакимова пригласили читать лекции в одном из университетов США. Будучи профессором Калифорнийского университета в Лос-Анджелесе (UCLA), он также работал заместителем главного редактора русскоязычного альманаха «Панорама» (Лос-Анджелес) — одного из крупнейших русскоязычных еженедельников в Америке. В 1992 году в госпитале Лос-Анджелеса перенёс тяжёлую операцию, после которой продолжал работать в «Панораме» и заниматься переводами и составлением словарей. С этого момента возвращение Камрона Хакимова на родину стало невозможным в связи с болезнью. Его ближайшими товарищами и друзьями в Лос-Анджелесе были Савелий Крамаров, Илья Баскин, Александр Половец — крупный издатель и создатель альманаха «Панорама», а соседом по квартире долгое время был известный русский поэт и художник Пётр Вегин, с которым дружил и долгое время работал в еженедельнике.
С 2003 г. преподавал узбекский язык в школе переводчиков Defence Language Institute (DLI) г. Монтерей (Калифорния), куда он впоследствии переехал и работал до 2008 года. В 2010 году по состоянию здоровья переехал в Сиэтл к близким родственникам и родной сестре.
Умер после продолжительной болезни в госпитале Сиэтла (штат Вашингтон) 10 декабря 2011 года. Похоронен 18 декабря 2011 года на Даниловском мусульманском кладбище в Москве.

## Семья
Отец — Маруф Хакимов (псевд. Маруф Хаким) (1914—1979), кинодраматург, переводчик, прозаик, член Союза писателей СССР (с 1940 г.) Заслуженный деятель культуры Узб. ССР, главный редактор киностудии Узбекфильм (до 1979 г.). Учился во ВГИКе на сценарном факультете (1934). Участник Великой Отечественной войны. Имел боевые и Правительственные награды. В переводах Маруфа Хакима на узбекском языке вышли произведения А. С. Пушкина, А. П. Чехова, Ф. М. Достоевского и других классиков русской литературы.
Мать — Манзура Ашуралиева (1922—1980), домохозяйка, воспитала пятерых детей.
Жена — Хакимова (Неретина) Валентина Сергеевна (1939 г.р.)
Дети — Хакимов Искандер (1964 г.р.), Хакимов Тимур (1970 г.р.)
Камрон Хакимов является племянником народного писателя Узбекистана, Героя Социалистического Труда, поэта и драматурга Камиля Яшена (1909—1997) и известной оперной певицы (сопрано), актрисы, народной артистки СССР (1937) Халимы Насыровой (1913—2003).
Родной брат Камрона Хакимова — Бахтиер Маруфович Хакимов с сентября 2014 года является специальным представителем президента Российской Федерации по делам Шанхайской организации сотрудничества, национальным координатором Российской Федерации в ШОС, имеет высший дипломатический ранг Чрезвычайного и Полномочного Посла Российской Федерации.

## Творчество
Камрон Хакимов занимался переводами, проблемами развития узбекской (тюркской) и афро-азиатской литератур. Его художественные переводы с оригинала всегда были эмоционально яркими и хорошо выстроены лингвистически. Владея языком подлинника, с которого делался перевод, он также блестяще владел русским языком, на который переводил. Хакимову удавалось находить соответствия между языками, как бы «переключать» текст с одного языка на другой, что делало произведение неповторимо целым и образным. В разные годы соавторами переводов Камрона Хакимова были такие выдающиеся советские писатели как Константин Симонов и Лидия Бать. В переводах Хакимова вышли повести Абдуллы Каххара «Сказки о былом» (в соавторстве с Константином Симоновым), Адыла Якубова «История одного фельетона», Мурада Мухаммада Доста «Возвращение в Галатепе», романы К. Султанова «Ак-Дарья» (в соавторстве с Лидией Бать), Саида Ахмада «Сорок пять дней», пьесы Камиля Яшена «Смерть оккупантам», З. Фатхуллина «Серебряная свадьба».
В США публиковался в русской периодической печати со статьями, обзорами и переводами. Подготовил и издал «Узбекско-английский, англо-узбекский» словарь и «Англо-узбекский разговорник» для студентов американских университетов. Его лекции по теории советской переводческой школы, руководствующейся идеями равноправия народов, уважения к национальным традициям, а также лекции по развитию советской литературы всегда пользовались заслуженным авторитетом за рубежом и собирали большие аудитории слушателей.

## Избранные сочинения
- Хакимов К. Англо-узбекский разговорник. — Гилфорд; Цинциннати: Аудио-Форум : Джефри Нортон Паблишерз Инкорпорейшн, 1994.
- Хакимов К. Узбекско-английский, англо-узбекский словарь. — Нью-Йорк: Хипокрин Букс Инкорпорейшн, 1994.

Переводы
- Каххар А. Сказки о былом : Повесть / Перс. узб. К. Симонова, К. Хакимова. — М.: Советский писатель, 1970. — 152 с. — 30 000 экз.
- Махмудов Л. Чинара : Рассказы / Пер. К. Хакимова. — Ташкент: Гослитиздат УзССР, 1963. — 56 с. — 30 000 экз.
- Мухаммад-Дост М. Возвращение в Галатепе : Повести, рассказы : Пер. с узб. К. Хакимова. — М.: Сов. писатель, 1987. — 412 с. — 30 000 экз.
- Птица счастья : Сб. писателей Узбекистана / Пер. К. Хакимова. — М.: Сов. писатель, 1975. — 464 с. — 30 000 экз.
- Саид Ахмад. Сорок пять дней : Роман / Авториз. пер. с узб. К. Хакимова. — М.: Сов. писатель, 1979. — 247 с. — 30 000 экз.
- Султанов К. Акдарья : Роман / Пер. с каракалп. Л. Бать, К. Хакимова. — М.: Сов. писатель, 1973. — 295 с. — 30 000 экз.
- Хашимов У. А ветер веет… : Повесть / Пер. К. Хакимова // Звезда Востока. — Ташкент, 1969.
- Якубов А. История одного фельетона : Повесть / Пер. с узб. К. Хакимова // Звезда Востока. — Ташкент, 1983.